# セルゲイ・ムラヴィヨフ＝アポストル

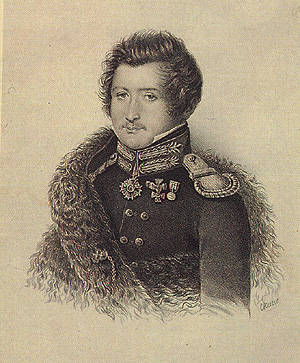
セルゲイ・ムラヴィヨフ＝アポストル

セルゲイ・イワノヴィッチ・ムラヴィヨフ＝アポストル（Серге́й Ива́нович Муравьёв-Апо́стол、Sergey Ivanovich Muravyov-Apostol、 1796年10月9日 – 1826年7月25日）は、帝政ロシアの軍人。陸軍中佐。デカブリストの乱の首謀者の一人として処刑された。弟のイポリットとマトヴェイの二人もデカブリストの乱に参加している。
1796年10月9日にサンクトペテルブルクに生まれる。父イワンは外交官で、父の赴任先であるハンブルクとパリで少年時代を過ごした。帰国後、サンクトペテルブルク道路技術学校（Петербургский Институт Инженеров Путей Сообщения、Saint Petersburg Institute of Road Engineers）を卒業し、1811年ロシア帝国軍に入った。
1812年ロシア戦役（祖国戦争）が開始されると、各地に転戦した。ヴィテプスクの戦い、ボロジノの戦い、タルティノの戦い、マロヤロスラヴェツの戦いで勇戦し、ベレジナ川の戦いでの功績により、黄金の名誉の剣を授与された。さらに、ライプツィヒの戦いに従軍し、1814年アレクサンドル1世に従いパリに入場した。功二級聖アンナ勲章(Order of St. Anna)に叙された。
ナポレオン戦争後、彼は中尉（中佐？）en:poruchikに任命され、セミョーノフスキー近衛連隊長に任命される。1820年同連隊の反乱事件後、1822年ポルタヴァ連隊を経て、チェルニゴフ連隊に中佐として配属された。
1817年1月2日から1818年12月22日にかけて、フリーメイソンに加入している。1816年ムラヴィヨフ＝アポストルは、「救済同盟」に参加し、さらに1818年「福祉同盟」にも参加している。1821年の「福祉同盟」解散後は、「南方結社」に参加し指導者のひとりとして「南方結社」と「統一スラブ派」の連絡・調整に当たった。ムラヴィヨフ＝アポストルは、同じく「南方結社」の指導者パーヴェル・ペステリ大佐とともに共和国樹立、農奴制廃止を明確に支持した。
1825年デカブリストの乱が起こり、ペテルブルクの同志の蜂起が鎮圧されると、12月29日チェルニゴフ連隊の蜂起を指揮した。翌1826年1月3日政府軍によって鎮圧され、ムラヴィヨフ＝アポストルは散弾によって重傷を負い捕虜となった。弟のイポリットは、戦いの中、血まみれの兄を見て戦死したと思い頭に銃弾を打ち込み拳銃自殺を遂げた。
1月20日身柄をサンクトペテルブルクの特別法廷に移される。ペステリ、ピョートル・カホフスキー、コンドラチイ・ルイレーエフ、ミハイル・ベストゥージェフ＝リューミンの4人とともに首謀者とされ、四つ裂き刑を宣告されたが、後に絞首刑に変更された。
そして1826年7月25日、ペトロパヴロフスク要塞で刑が執行された。絞首台にかけられ、足元の踏み台が外された時、前夜からの雨で濡れた輪縄がはずれて、5人は、一度地面に落ちてしまった。その時ムラヴィヨフ＝アポストルは「情けないロシアだ!」と苦々しげに一人ごちたと伝えられる。処刑後、ペテルブルク・コロデイ島に秘密裏に葬られた。